# Jardín de Iris conmemorativo de Frank Presby
El Jardín de Iris conmemorativo de Frank Presby (en inglés: Presby Memorial Iris Gardens también conocido como Presby Memorial Iris Gardens Horticultural Center) es un jardín botánico especializado en Iris de 7.8 acres (3.2 hectáreas), que está administrado por una organización sin ánimo de lucro de voluntarios. 
Junto a los jardines se encuentra una mansión victoriana, la Walther House. La casa está abierta al público, aunque con horario limitado. En su interior se encuentra la tienda del museo y la sede del Comité de Ciudadanos que supervisa los jardines.
Se encuentra en el Essex County, en Montclair, Nueva Jersey, Estados Unidos.

## Historia
Después de los problemas financieros en 2008 y 2009, la propiedad de los jardines fue transferida al condado de Essex, que compró la casa Walther en 1,1 millones de dólares con el fin de dar a los jardines una posición financiera mejor. 
El condado arrendó los jardines de nuevo a la "Presby Memorial Iris Gardens" por la cantidad simbólica de $ 1. 
Mientras que el Condado de Essex posee la propiedad, los lechos de cultivo de  iris se mantienen sin fondos de los contribuyentes. Más bien, se mantienen por donaciones privadas y el esfuerzo de voluntarios.

## Descripción
Los jardines están en un entorno de parque y abiertos al público sin costo alguno. Las donaciones, sin embargo, son muy apreciadas. Cada año los jardines Presby cuentan con más de 10.000 visitantes. Normalmente, la temporada de floración es del 14 de mayo al 4 de junio.
Los jardines fueron creados en 1927 para honrar a Frank Presby, un conocido horticultor y miembro fundador de la American Iris Society. 
Esta colección de rango mundial ahora incluye aproximadamente 10.000 plantas individuales, lo que representa 6 especies y más de 3000 diferentes variedades cultivares de iris. Es el jardín no comercial más grande dedicada al iris del mundo.

## Vandalismo
En agosto de 2005, 157 de los rizomas eran vandalizados. Un año más tarde, la Policía Montclair avisó a los culpables que más tarde fueron detenidos y condenados. Los tres hombres, menores de edad en el momento, habían aporreado las plantas practicando tiros de golf, en estado de ebriedad.
En 2008, se intentó el robo en algunos lirios, arrancando los rizomas y colocándolos en una bolsa de plástico para su transporte, pero se recuperaron.